# 競輪選手

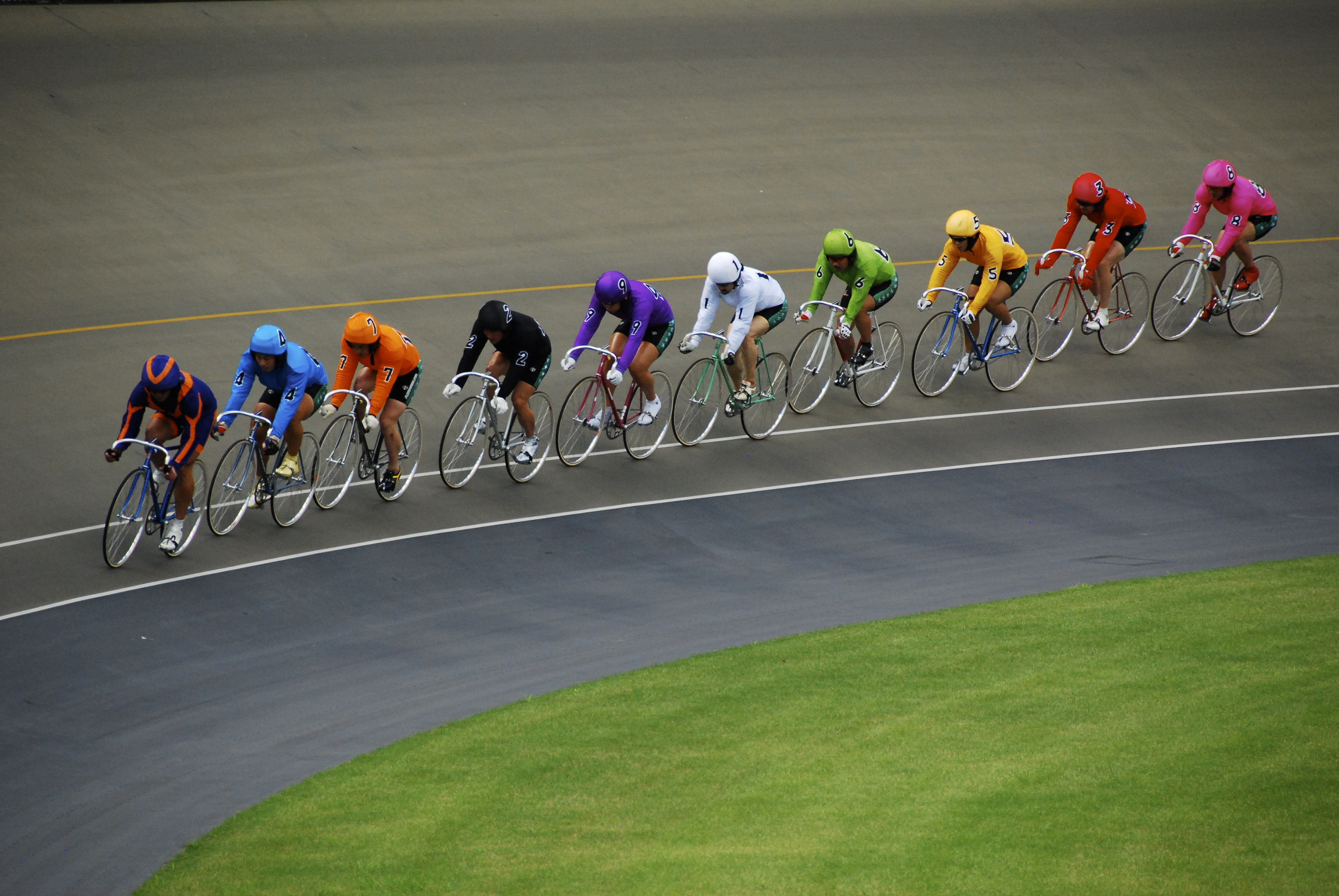
レースをする選手たち

競輪選手（けいりんせんしゅ）とは、公営競技の競輪において賞金を獲得するプロフェッショナルスポーツ選手であり、経済産業省管轄の国家資格所持者である。

## 選手数の変遷
選手数は、日本のプロスポーツとしては最大規模となる2,400人に上る。
競輪場が50〜60か所ほどあったピーク時には男女合わせて6千人以上もの選手がいたこともあったが、相次ぐ競輪場の閉鎖や開催日の減少、団塊世代の選手の大量引退、日本競輪選手養成所の選手募集抑制などによって大きく減らし、2019年12月末時点で2,325人（うち女子135人）にまで減らしたが、現在では毎年男女合わせて90名前後の新人選手がデビューしている（一方で毎年、男女合わせて代謝制度の対象選手も含めて80名ほどが引退している）こともあり、以下の通り2020年以降は選手数は増加に転じており、2024年には125期生（男子）・126期生（女子）がデビューし2,400人を超えた。このうち女子選手においても、2024年に初めて200名を超えた。
- 2008年2月時点 - 3,531人
- 2012年10月時点 - 2,977人（うち女子33人）
- 2016年12月31日時点 - 2,357人（うち女子98人）
- 2018年12月31日時点 - 2,330人（うち女子123人）[4]
- 2020年10月1日時点 - 2,363人（うち女子152人）[5]
- 2024年9月1日時点 - 2,402人（うち、S級677名＜S班9名・1班211名・2班457名＞、A級1,522名＜1班506名・2班508名・3班508名＞、L級＜女子＞203名）[6]

## 競輪選手になるには
男女とも競輪選手になるには、国家試験である競輪選手資格検定（以下、資格検定）に合格する必要がある。資格検定に合格するには、日本競輪選手養成所（以下、養成所）に入所し、同所で研修・訓練を受けなければならない。選手養成所の入所試験の合格倍率は、男子は概ね5〜6倍・女子は概ね2〜3倍程度であり、競艇選手を養成するボートレーサー養成所の20倍、オートレース選手を養成するオートレース選手養成所の約40倍と比較すると、公営競技の中では最も競争率が低い。
資格検定は年2回実施され、毎年度12月が第1回、翌年3月が第2回の試験となり、選手候補生はそのいずれかを受験することになっている。ただし、12月の第1回試験については、原則として養成所から早期卒業候補者として特別に認められた場合のみ受験が可能となっており、通常は3月の第2回試験を受験する。なお、12月の第1回試験の受験（ができそうな有望な）者がいなかった場合はその第1回は実施されず、翌年3月の第2回試験が当該年度の第1回試験として行われる。また、2020年度以降は履修カリキュラムの進行が早くなったため、現状では第2回試験（年次によっては第1回試験）は2月上旬ないし中旬のいずれかで4日間かけて実施している。
資格検定に合格し養成所を卒業したあと、全国いずれかの選手会の支部に所属することで選手登録され、JKAより競輪選手であることを証明する選手登録証を交付されることで、晴れて競輪選手となれる（自転車競技法第6条、第24条第1項）。逆に、競輪選手は選手会に所属しなければJKAよりあっせんを拒否されるため、無所属（退会）となった場合は引退扱いとなる。
競輪選手として登録される際に、選手会への入会とともに、その選手の「本拠地」（練習拠点）であることを表す『登録地』も併せて登録することになっている。選手会については支部が設けられていない県もある（詳細は日本競輪選手会の項目を参照）一方で、登録地に関しては、競輪場・自転車競技場のない県、支部のない県も含めて全ての都道府県を登録地とすることが可能である。ただ、2025年3月時点では、島根県と鳥取県を登録地とする選手はいないほか、山形県は全国で最小となる2名が登録地としている。
登録名は本名が原則だが、結婚などにより改姓しても登録名を変更せず旧姓（通称）のままで選手活動を続けることもできる。特に女子選手の場合は結婚によりほぼ改姓しているが、中には変更せず現状のまま（旧姓使用）としている選手も見られる。ただ、女子選手でも現姓に合わせて登録名を変更した選手も見られているほか、男子選手でも婿養子となりながらも選手名を変更せず旧姓で通している選手もいる。なお、競輪が始まった初期の頃の選手の中は、登録時の審査が甘かったこともありきょうだいの名前で選手登録し、それが通ったため引退までそれで通した選手もいた。
現在では、男女ともに養成所を卒業したあと、4月に寺院にて3泊4日の新人宿泊研修を受け、4月末から6月にかけて新人選手のみで行われる『競輪ルーキーシリーズ』が実質のデビュー戦となる（2020年より）。そしてその成績を基に競走得点が算出され、それをもって下半期期初となる7月以降に本格デビューすることになっている。
なお、養成所での競走成績が優秀で養成所が定める「早期卒業基準」に該当し、かつ候補生自身早期卒業の意思がある場合は、特例で通常より半年早く1月にデビューすることも可能となっており、117期・118期からの早期卒業制度の制定以降、127期・128期までで男子5名が早期卒業を果たしている。
養成所の受験方法・在所時の生活などについては、日本競輪選手養成所の項目を参照のこと。
また、JKAでは男女問わず競輪選手を志望する人に対して、各種相談に応じているほか、性別、自転車競技経験の有無は問わず競輪選手に興味を持っている、ないしトラック自転車のスキルアップを目的とした人に対し、競技用自転車に乗って競輪場のバンク走行などが体験できる「トラックサイクリングキャンプ」というイベントを年に数回実施しており（対象は中学生以上〜30歳までの男女。ただし開催は男女別で行われる）、実際に現役の競輪選手の中にも、このキャンプの参加経験者がいる。さらにそれ以外にも、自転車競技未経験者で養成所受験を検討している人に対し、「JIKトレーニングキャンプ」（入所試験体験）を行っている。

## 競輪選手の生活
まず、競輪を開催する施行者（各競輪場）より委託を受けたJKA（旧・日本自転車振興会）の各地区本部がJKAあっせん課に対しあっせん依頼を行い、あっせん課はスケジュールや脚質など公正に勘案した上で選手に対しあっせん通知メールを送信する。基本的に、毎月27日前後に2か月先の斡旋のメールが選手宛てに送信され、それを受信した選手はメールの内容（あっせん先の競輪場・開催期日など）を確認し、参加・不参加に関わらず意思表示をしたメールを返信することで、改めて開催施行者から参加通知メールが送信される。これで施行者と選手との間で契約成立となる。このように、選手側からすればあっせんは受け身の立場となるが、次の出走予定との間が長く空いてしまう場合や、中々あっせんのない競輪場で出走したい場合、代謝制度の対象となり引退が避けられなくなった際に（最後の思い出作りに）走ってみたい競輪場がある場合などで、「希望あっせん」という選手の側から選手会を通してあっせんの要望を出せる制度もある。
先頭誘導員のあっせんについても同様に、メールの送受信により契約となるが、競走参加依頼のものとは異なり不定期である。
選手はあっせんされた競輪場へ前検日（開催前日）の13時（先頭誘導員の場合はレース当日朝9時）までに赴き、選手登録証と通信機器を窓口に提出したあと、その日のうちに身体・車体など所定の検査を受けて「異常なし」と判断されれば、翌日以降の競走に参加できる。仮に身体や車体に「異常あり」と判断されればその場で契約解除となり競走には参加できず、規程により「前日検査不合格」により欠場という扱いとなる。なお、配送を委託した部品や自転車が前検日に競輪場に届かず検査が受けられない場合なども契約解除となるが、選手の責任を問えないと判断された場合は通常の欠場扱いとなる。
あっせんされた開催に対して出場・欠場ないし不参加の判断は自由であるが、最終的には期ごとに義務付けられている「最低出走回数」（A級では23回）は原則クリアしなければならず、特に男子はクリアできなければ級班別審査（格付け）においてもマイナス点が与えられ、降級・降班となることもあるなど不利になる。一方、女子（ガールズケイリン）は現状は全員がL級1班のため降格はないものの、男子同様に「最低出走回数」が定められており、最低出走回数に満たない場合、不足分は「修正用基準点数」（みなし競走得点）を加算することになるため競走得点が下がってしまい、欠場期間が長くなると47点未満となることもあり、場合によっては代謝制度の対象となるなど不利な状況となる。
競走の公正確保（八百長防止）の観点から、前検日に競輪場入りしてから帰宅するため競輪場を離れるまで、選手全員が競輪場併設の選手宿舎に隔離状態にされ、外部との接触や連絡はたとえ身内でも一切禁止となり、携帯電話や通信機器など も前検日に競輪場に必ず預けなければならない。競走参加中に、通信できない状態であっても通信機器を所持ないし届け忘れが発覚すれば競輪場から即日契約を解除され、かつ一定期間のあっせん停止など厳しい処分が課せられ、更に使用が発覚した場合にはより重い処分となり、過去には手島慶介などがこの処分を受けている。
選手宿舎は、12畳1室で4人相部屋となっている。居室は概ね、共用の座敷（談話室、テレビ・冷蔵庫などが置かれる）と個別の就寝スペース（通称「巣箱」）で構成されており、就寝スペースはカーテンで仕切ることが可能。選手の宿舎内での生活は、基本的に、食事・風呂・トレーニング・同室の仲間との会話がほとんどである。ただ、通信機能のない電子機器は持込可能なため、現在ではポータブルDVDプレイヤーで映画等を見る選手や、未だにゲームボーイアドバンスでゲームを楽しむ選手もいる。また、かつてはカメラの持ち込みについても禁止とはされていなかったため宿舎内の様子を帰宅後に自身のブログにアップしたりした選手もいたが、現在はカメラの持ち込みも禁止としている。この宿舎内での選手の生活については、競輪業界に題材をとった漫画『ギャンブルレーサー』などに詳しい描写がある。
- 2020年以降は、新型コロナウイルス感染症対策への観点から、選手宿舎の運用が一部変更されている。具体的には「本来4人部屋のところを1人[46]または2人[47]で使用する」「一部の選手は近隣のホテルに分宿する」「宿舎・ホテルでの飲酒禁止[48]」といったもので、特にホテルへの分宿については「シングルルームなので喜んでいる」向きもある一方で[47]、「時間の制約が厳しくコンディショニングに悪影響が出る」「次の日の朝まで自分の走りすら見ることができない」といった不満を漏らす選手もおり[49]、賛否両論がある。

開催初日から最終日まで毎日1走する（6日間開催のGIレースでは、途中休み日を挟む）。開催終了後（厳密には最終日の自身のレース出走後）、競輪場にて選手登録証と印鑑を窓口に提出すると、賞金・手当が支給され、それを持って選手は帰宅の途につく。ただ、レースで失格と判定されたり違反行為が発覚したとき、ほかにも成績不良（勝ち上がり戦を敗退し、さらに敗者戦でも大きな着を取る）の選手については、開催途中であってもその時点で競輪場からあっせん・参加の契約を解除（要するに“追放”）され即日帰郷となることがある。このほか、出走したレースで落車し怪我を負ったり成績が振るわなかった場合、選手が自らの判断で以後の競走は棄権し途中帰郷することもある（ただし、途中欠場を頻繁に行うとペナルティが課される）。
競走のない日は、主に非開催日の競輪場や街道で練習を行ない、次の参加レースに備える。この生活を月に2 - 3回ほど繰り返す。ただ、競輪は基本的にほぼ毎日全国どこかの競輪場で開催されているため、次に出場予定の開催まで長く間隔が空いていれば、他の出場予定の選手が欠場により欠員が生じる場合は数合わせで『追加』として、他にも開催中に出場選手が失格などで途中帰郷し選手数が不足した場合は『補充』として、それぞれイレギュラーであっせんを受けることもあるため基本的に休みというものはなく、お盆や正月も関係なく開催があるため、競輪選手にお盆や正月はあってないようなものである。
ナショナルチームに所属し、普段は競輪・ガールズケイリンよりも国内外の自転車競技大会（トラックレース）出場に重きを置いている選手は、日本自転車競技連盟より練習拠点である伊豆ベロドローム周辺に在住することを義務づけられているほか、練習から食事までも徹底管理なされている。
女子選手ではかつては競輪への競走参加以外に、国民スポーツ大会（旧国体）に所属する都道府県の代表として出場する選手もいたが、現在は制度改正により出場できなくなった。

## 競輪選手の練習
ほとんどの競輪選手には師匠がおり（師匠がいない選手もいる）、基本的にはそれら師弟関係や先輩・後輩などの集まりでグループを組み、集団で練習を行うことが多い。この辺りはアマチュアのロードレースチームと似ている。これがライン形成の元になる。ちなみに、師弟関係の締結については、特に決まりごとがあるわけではないが、中には専用の書類を交わしその書類に実印を押すことで正式な師弟関係の締結としているケースもある。
練習内容は自転車競技選手と大差なく、競輪場や自転車競技場において周回走行やダッシュ、追いかけ合って先頭交代したりを繰り返す。このほか、「長距離を乗りこなして持久力をつけるため」や「身近に競輪場など練習できる場がないため」という理由で、公道を練習の場として活用する選手もいる。また、大概の選手は登録地の都道府県にある競輪場ないし自転車競技場、サイクルスポーツセンターを練習拠点とするが、中には自宅との移動距離の関係で登録地ではない他の都道府県の競輪場などを練習拠点としている選手も見られる。
走行練習のほかに、自転車だけでは鍛えられない部分を補うためにウエイトトレーニングなどを行う事も一般的になっており、選手の中には自費でウエイト機材や自転車用ローラー台などを設置した「練習小屋」を自宅の敷地などに造成する者もいる。
函館・青森・富山・福井など北日本及び北陸の競輪場は、冬季は積雪等の理由でバンクが使用不能となるため本場開催を休止する。そのため、当該競輪場をホームバンクとする選手の多くはその間温暖な地域に移動して練習を行う。これを「冬季移動」と呼び、ラインの形成などにも影響する。

## 競輪選手の収入
選手の収入は、そのほとんどが、出走したレースでの着順に応じて支払われる賞金と手当である。なお、KEIRIN.JPなどで公表されている獲得賞金額は、本賞金のほか、副賞や手当も含んだ額となっており、KEIRINグランプリ・ガールズグランプリ・日本選手権競輪・オールガールズクラシックにおける選考用賞金額とは異なる。
- 現在は全てのレースで全ての着順に賞金が支払われるが、1951年3月に制度が改正されるまでは下位の着順では賞金は支払われなかった。そのため当時の選手らは賞金が貰えなかったレースのことを『無賃乗車』と呼んだ[62][63]（石田雄彦の項目にも同様の記載がある）。
- 2021年10月から開始した250競走「PIST6」（TIPSTAR DOME CHIBAで開催）においては、賞金は決勝戦以外のレースでは1 - 3着の上位3名までしか設定されておらず、決勝戦以外のレースにおける4着以下の選手に対しては賞金の代わりに「特別手当」（額はレースにより異なる。同一レースであれば着順に関係なく同額）が支給されるのみとなっている[64][65]。

賞金額については、2015年度より全ての競輪場およびグレードにおいて統一されている。賞金額は、売上額の上昇もあり、近年では2019年10月に増額されたあと、2021年4月に1年半ぶりに増額され、それ以降毎年度増額されている（ただし増額率は年次により異なる）。
賞金額の最高は、男子はKEIRINグランプリ1着で1億4000万円、女子（ガールズケイリン）はガールズグランプリ1着で1000万円（いずれも2025年度、本賞金のみ）。一方、最低はA級3班チャレンジレース初日予選およびL級1班（ガールズケイリン）予選（初日・二日目とも）の7着49,000円である。ちなみに同着の場合は、複数合算した上で等分され支給される（2名が1着同着の場合は、1着賞金と2着賞金を合算し、それを等分した金額となる）。失格となった場合にはそのレースの賞金は支払われないことになっているほか、落車などで途中棄権した場合には未着着順（棄権が自分1人の場合は9着）の賞金から20%がカットされた額が「落車棄権手当」という形で支給される。
約款により、開催が初日に急遽中止となった場合は、その開催で実施予定であったS級戦、A級戦、L級戦（ガールズケイリン）におけるそれぞれの総賞金の30%が、出場各選手に対し均等に支払われるが、仮に1レースでも実施していれば、同じく約款により、総賞金の75%以上が支払われる。ただし、前もって中止が決まった場合は支払われない。
賞金とは別に支給される各種手当については様々あるが、代表的なものとして、レースに出走すれば、レース毎に「出場手当」35,000円及び「日当」6,000円合わせて41,000円が（失格や棄権となっても）必ず支給される（前検日についても「日当」6,000円が支給される）。これに加えて、レース中に雨や雪が降れば「天候不良による特別出走手当」（俗に言う「雨天敢闘賞」）として3,000円が、モーニング競輪に出走すれば「モーニング競輪手当」として4,000円が、ナイター競輪に出走すれば「ナイター手当」として4,000円が、ミッドナイト競輪に出走すれば「ミッドナイト競輪手当」として14,000円が、正月三が日（実際には年末年始の特定開催となる）に出走すれば「（通称）正月手当」なども、出走のたびにそれぞれ支給される。そのほか、競輪場によっては規則により、「宿泊手当」や、自場でのGI開催に参加した選手に対しては「参加名誉賞」が、3日間開催で完全優勝ないしいずれも2着以内となった選手に対しては「優秀選手賞」が、開催執務委員長が特別に認めた場合には「特別賞」などが、それぞれ支給されることもある。出走する選手以外にも、先頭誘導員資格を持つ選手がレースで先頭誘導員を務めれば、その都度誘導員手当も支給される。これら手当も賞金の増額とともに増額されている。
賞金・手当とは別に、自宅から競走に参加した競輪場までの「交通費」も別途支給される（ただし自転車などの配送料は自己負担）。
各競輪場ごとに設定されているバンクレコード（各レース1着選手による残り半周のタイムの最速記録）を更新した選手に対しては、記録を達成した当日に主催者（開催執務委員長）から敢闘賞が与えられることがある。例えば2014年に小田原のバンクレコードを更新したボティシャーに対しては2万3000円が支給されたほか、2022年7月24日に自身が持っていた佐世保のバンクレコードを更新した中川誠一郎に対しても当日に目録が贈呈された。また、タイ記録でも敢闘賞が贈られることがあり、2015年と2017年の深谷知広（川崎）には1万5000円が支給されるなどした。
これらの賞金・手当は、原則として窓口で選手個々に帰宅時に現金で支給される。そのため開催最終日には窓口に札束が大量に並べられることも珍しくなく、実際に2019年の寬仁親王牌で優勝した村上博幸は、窓口で受け取った3000万円ほどの賞金を丸々鞄に詰め込んで帰宅の途についた（スーツケース1個あれば1億円が収まる）ほか、かつて吉岡稔真も雑誌の企画で植木通彦と対談した際、自宅近くで行われている競輪祭において「いつも賞金の札束をそのまま車のトランクに積んで帰っている」と語った。ただし、高額の現金を持ち帰るのは強盗等の危険も伴うため、選手が希望すれば、一部を現金で受け取り残金を銀行振込とすることも可能となっている。なお、PIST6が行われているTIPSTAR DOME CHIBAでは、賞金・手当・交通費などは窓口で現金の手渡しは行わず、後日選手の銀行口座に全額とも振込されることになっている（そのため、帰宅するまで1円たりとも手にすることはできない）。
2014年度までの賞金制度では売り上げ減少を受けて賞金支給額が低ランクの競輪場が年ごとに増加していたことから、この影響から選手全体の賞金総額も過去と比べて大きく減少していた。特に2017年は2007年以降の過去10年間で最低となる235億1,123万円であったが、2018年は236億2,511万円となり10年以上ぶりで増加となり、さらに2019年は10月以降全てのレースで賞金の増額が行われたこともあり247億1,581万円と、2014年当時の水準にまで回復した。
選手個人の年間平均取得額は、2010年までは1,000万円以上あったが、2011年は東日本大震災を受けての被災地支援競輪において収益拠出額を増加させる方針から大幅に減額され888万円となったほか、同年の年間獲得賞金額1,000万円以上の選手は782人に留まり、過去30年間で最低となった（最多は1998年の3,196人）。ただ、2012年以降は再び上昇基調が続いており、特に近年は毎年賞金が増額されていることもあって、2024年12月31日時点で同年内の全登録選手（同年内に引退した選手も含む）2394名による平均取得額は1474万6481円（女子選手201名のみでは992万4346円）となり、それまで過去最高だった前年を上回り過去最高額を更新した。
- 参考に、競艇選手の平均年収は約1,800万円[95]、オートレース選手の平均年収は約1,350万円[96]（いずれも2022年）。

このほか、オリンピックでは、アトランタ大会から自転車競技にプロである競輪選手の参加が認められたこともあり、当初は大会毎に選手の中から代表を選び、その代表選手はオリンピック開催の数か月前から通常の競走を欠場した上で合宿を行っていた。だが、それでは結果（メダル獲得）が伴わなかったこともあり、現在では日本自転車競技連盟より強化指定選手として指定された選手（ナショナルチーム）は競輪・ガールズケイリンよりもオリンピック・世界選手権でのメダル獲得を目標に自転車競技にほぼ専念する形で世界選手権やワールドカップなど海外のレースに積極的に参戦している（ほかに国内・海外合宿なども実施）。ナショナルチームの選手に対しては報奨金が支払われるが500万円程度であり、単純に収入面だけを考えれば競輪・ガールズケイリンに専念する方が多く収入を得られるものの、現在は先述の通り練習拠点である伊豆に生活拠点を移させることを義務付けた上で練習から食事まで徹底管理される体制となり自転車競技の練習に専念できるようになったことから、収入より名誉（メダル獲得）を選んでナショナルチーム入りを希望する選手も出てきている。特に大きな大会でメダルを獲得した場合は、更なる報奨金も支給される。
一方で、選手は獲得賞金の約1割を選手会に支払うことになっており、その中から選手会運営費、全選手の年金や退職金が捻出されている。さらに賞金とは別に、選手は1走ごとに1万500円を選手会に納めることになっており、その内訳は7500円が退職金に、残りが年金などの共済金に充てられており、これらは開催終了時に支給される賞金から源泉徴収される。
かつては、20年以上選手を務め上げれば引退する際に約2000万円の退職金が支払われ、またそれとは別に獲得賞金の一部を原資とした年間約120万円の年金が15年間支払われていたが、売上額がピーク時から1/3程度にまで落ち込んだ現状では年金などの積立金は元本割れしているとされ、年金は2010年度から支給停止となり、また退職金も2014年時点で今後約20％カット予定とされた。
選手は、個人でスポンサーを募ることも認められている。自転車関連のメーカーから現物支給を受けるケースや、かつてはレース時に着用するユニフォームにロゴを掲載する代わりにスポンサー料を受け取るケースなどがあった（ユニフォーム広告#その他も参照）。ただ、スポンサー名付きのユニフォームは2023年末をもって禁止となり、2024年年初以降はスポンサー名の付いたユニフォームは見られなくなった。
歴代で年間最高獲得賞金額は、男子は古性優作の3億8311万5596円（2024年）で、これは他の公営競技も含めて賞金制プロスポーツでは史上最高額である。女子は石井寛子（東京・104期、L1）の3564万4000円（2024年）であった。
- 参考に他の公営競技では、競艇は植木通彦の2億8418万4000円（2002年）、オートレースは高橋貢の1億4812万4255円（2004年）、中央競馬はクリストフ・ルメールの2億5423万8050円（獲得賞金額の5%を算出。2023年）、地方競馬は内田博幸（内田はのちJRAに移籍。達成当時は大井所属）の7797万5650円（獲得賞金額の5%を算出。2006年）[105]。

## 競輪選手のペナルティ
競輪選手は男女ともレース中、競技規則に抵触するとペナルティとして違反点（正式には『競走違反点』）が課される。内訳は、「走行注意」（男子のみ制定）では2点が、「重大走行注意」では10点が、「失格」では30点が、それぞれ課される。これは抵触した回数ごとに加算されるため、同一レースで複数回付けられることもあり、場合によっては一人で「失格」を2つ以上与えられることもある。これら違反点を短期間に繰り返し受けると、特に男子は級班別審査（格付け）においてもマイナス点が与えられ降格の可能性が高くなるほか、降格はない女子でも特別競走で選考除外されてしまうこともあるなど、不利な状況となる。
累積違反点数が直近4か月間（なお、点数は毎月スライドする）で90点以上に達した場合には、競輪公式サイト「KEIRIN.JP」で毎月2回（上旬と中旬）、『あっせんをしない処置に係る違反点数累積状況』として違反点数ワーストの順で90点以上の選手が公表される。公表された選手は、関係団体（実際は日本競輪選手会）から訓練への参加通知が届き、「特別指導訓練」に参加しなければならなくなる。実施場所は日本サイクルスポーツセンターで期間は4泊5日、受講費を自腹で支払い当訓練に強制参加させられる。その内容は競走参加中と同様に携帯電話や電子機器の持ち込みが不可（預かり）となり、飲酒も厳禁で、決められた時間や範囲以外の外出も禁止になる。
さらに、直近4か月間の累積違反点数が120点以上になると、JKAの規程により『あっせんをしない処置』（以下「あっせん処置」）という処罰の対象となる場合もあり、適用されると基本的に120点以上が1か月、150点以上が2か月、180点以上が3か月、といった間で出場へのあっせんが行なわれないことになり、これは一定期間実戦から遠ざかり、かつ収入が途絶えることをそのまま意味している。なお、競走における失格についても内容によってはこの措置が適用されることもある。集計期間後から4か月先に、さらにそこから3か月以内の出場あっせんをしない処置を受けることになるが、例外として、他の制裁を受けている場合などで違反点累積が120点以上となっても出場あっせんをしない処置を受けない場合があるほか、S級及びL級に在籍する選手に限り集計期間が毎年5月から8月である場合はあっせんしない処置を受けるのが翌年1月（5か月先）以降となる。
レース中以外でもペナルティが課される場合がある。選手側の都合による、いわゆる「ドタキャン」を防ぐために、1期間（半年間）で2回以上途中欠場ないし直前欠場をすると、競走得点から3点が差し引かれることになっている。
これとは別に、競走における失格の内容やドーピング違反のほか、逮捕されるなど私生活において特に悪質な行為に及んだと判断された選手については『あっせん停止』という厳罰が下される。これは最短1か月からの期間で長いものとなると1年間という処分を受けることとなるが、あっせん停止にあたる事象を行なった選手について後日正式な処分が下るまで緊急にあっせんを止めたほうが適切と判断された場合には『あっせん保留』の措置が下される。特に現在ではドーピングに対する処分は非常に厳しくなっており、2018年にドーピングが発覚した伊藤成紀（90期）は日本アンチ・ドーピング機構より同年7月から4年間の資格停止処分を下された。2025年には北井佑季と野口諭実可がドーピング検査で禁止薬物が検出されたことにより3か月間のあっせん停止処分を受けたほか、日本競輪選手会からもあっせん停止処分明け後から6か月間出場を自粛するよう追加で処分を受けた。さらに北井は後述の通りS級S班を剝奪されS級1班への降格処分も受けている。
あっせん停止期間が過ぎた後も、KEIRINグランプリなど特別競輪への参加や、追加あっせん・補充を受ける権利などが一定期間取り消されるほか、男子選手で誘導員資格を持つ選手は、誘導員資格を取り消される。さらに、特に短期間で違反点数を累積させる、あっせん停止に処される、ひと月でスタート牽制による重注が3回以上つけられるなどした選手については俗に「お寺行き」と呼ばれる特別指導訓練が課せられる。これは競輪の公式ホームページでは明らかにされていないものの、上述した漫画『ギャンブルレーサー』などで詳しい描写がなされているほか、対象となった選手やチャリロト公式ホームページでも語られているなどしており、事実上公然のものとなっている。この「お寺行き」が命じられた場合には、京都府宇治市の黄檗宗大本山の萬福寺まで赴き、山内の施設において5泊6日の厳しい禅寺の修行を済ませなければならない。受講費用6万円のほか交通費も含めて自腹での参加であり、また期間中は座禅を組まされたり読経、周辺の掃除のほか、黄檗山から平等院まで6kmもの歩行訓練を課されるなど練習は全く行えないことから、選手からも恐れられている。かつては萬福寺以外の寺院でも行われていたが、「厳しすぎる」などの理由で現在の「お寺行き」は萬福寺のみとなっている。ちなみに、この修行は競輪選手に限定したものではないため、受講費を納めれば誰でも受講することができる。
特別訓練やあっせん処置およびあっせん停止などの処分対象になると、その間の収入が途絶えてしまう。また、練習不足の他にもレース勘の維持などという面や、体調管理にも悪影響を与えるため、競走への復帰後もしばらくの間は成績下降などの「後遺症」が表れることも少なくない。なお特別指導訓練の対象選手は、その累積違反点数と共に一定期間毎に競輪公式サイト「KEIRIN.JP」にて一覧で公表されており、あっせん停止の対象選手についてはJKAが広報などで公示する。
その他にも、競走参加中における競輪場からのペナルティもあり、レース毎に「規定時間」（スタートから第一周回のホームストレッチラインまでのタイム で計測）が設けられており、第一周回のホームストレッチライン通過時にこれを超過すると「タイムオーバー」となり賞金は50%カットされる。その他、無断欠場による費用請求、レースでの失格による契約解除による強制欠場（即日帰郷）、中長期のあっせん停止または拒否などもあり、特に無断欠場や悪質失格（先頭誘導員早期追い抜き、暴走、敢闘精神欠如、ラフプレーなど）を起こした場合はJKAに報告され、改めて全体的な処分が検討されることになる。
なお、これらとは別に日本競輪選手会が問題を起こした選手に対し、自粛欠場を要請する形で独自のペナルティを課すこともある（『SS11』、『松本整』、『北井佑季』の項目も参照）。
2021年10月よりTIPSTAR DOME CHIBAで行われている250競走「PIST6」においても、競輪の競走と同様にレース毎に失格、重大走行注意、走行注意のペナルティが与えられることがある。ただ、PIST6は競輪の競走とは競走形態、ルール、使用機材などが異なるため、点数を差し引く競輪とは異なりペナルティに応じた罰金を支払う（実質は賞金ないし特別手当を減額する）ことになっており、PIST6で受けたペナルティは競輪の級班別審査には影響しない。ただし、ペーサー早期追い抜きや1周目完了前の並び順変更など、レースの秩序を乱す重大反則を犯しての失格となった場合は、通常競輪を含めたあっせん停止の処分となるため級班別審査に影響が出る。逆に、通常の競輪で悪質失格を犯した場合は、それより向こう1年間はPIST6へのあっせんは行われないことになっている。

## 代謝制度
競輪選手は、男女ともに直近の通算3期（1年半）の成績が相当な下位となった場合には、「競輪に係る業務の方法に関する規程」第83条第1項第3号に基づき、1回につき、男子は30人を上限に（2015年後期より）、女子は3人を上限に（2014年後期より導入） 、その対象選手に対して次の期初すぐにあっせん保留の処分を下し、出走を取りやめさせることができる、とされている。

これが俗に『代謝』と呼ばれている制度であり、この制度を適用することで、新人選手に活躍の場を与えているほか、競走のレベルの維持を図っている。年2回、6月末と12月末が締めであり、適用が決定した選手においては、その翌月以降決まっていたあっせんは全て取り消され強制的に欠場（理由は「その他欠場」）扱いとされるため、事実上の戦力外通告である。なお、制度上はJKAが一定期間調査および審議をしたのち選手登録を強制的に消除することにはなっているが、実際のところは対象となった選手が自ら引退手続きを取る（所属する日本競輪選手会各支部において、退会届を提出し選手登録証を返納する）ことで「自主的な引退」という扱いになっている。ただ、この制度は新人、実績あるベテランでも猶予・容赦はないため、中にはデビュー後最短の3期（1年半）で代謝対象になり引退に追い込まれてしまう『ストレート代謝』も時々見られている。ほか、過去の名選手でも高原永伍などは、この代謝で引退を余儀なくされるまで現役生活を継続した。
- 男子は、通算3期（1年半）の平均競走得点が70点未満（対象はA級3班となる）かつ最下位から30番目相当までに該当すれば、その次の期初（1月ないし7月）にあっせんが保留され、審査のち選手登録を消除される。ただしその3期のうち1期でも70点以上であった場合は対象外。
- 女子は、通算3期（1年半）の平均競走得点が47点未満かつ最下位から3番目相当までに該当すれば、その次の期初（1月ないし7月）にあっせんが保留され、審査のち選手登録を消除される。ただしその3期のうち1期でも47点以上であった場合は対象外。

なお、この代謝制度は必ず行わなければならないものではなく、実際に新型コロナウイルスが蔓延し始めた2020年は上期に第74回日本選手権競輪を始め多くの開催が中止ないしは開催途中で打ち切りとなり選手の収入面に大きな影響が出たことに配慮し、同年7月では代謝制度の適用を見送った。
男子のS級からA級2班の選手に対しては、自身による失格の場合を除く競走中の落車などによる怪我で31日間以上の治療を受けた場合、「選手の級班決定に係る特別措置」（いわゆる『公傷制度』）が適用され、長期欠場により期間中の出走本数が不足となった場合でも級班を維持できる措置がある。一方で、男子のA級3班と女子にはこの特別措置の適用はなく（これ以上降格することがないため）、男子のA級3班ないし女子では、疾病による長期欠場で期ごとに定められている最低出走本数を満たせない場合、不足分は『みなし競走得点』を加算して競走得点を算出することになる。この『みなし競走得点』はレースでの競走得点より低く設定されているため欠場が続くと競走得点が下がってしまい、これまでは選手によっては『代謝制度』の対象となりやむなく強制引退させられていたケースもあった。ただ、2024年上期よりその救済措置として『再チャレンジ検定制度』が導入されており、代謝制度の対象となった選手のうち申請資格の条件を満たす選手が申請を行ったうえで、検定時に基準タイムをクリアすれば代謝制度の対象から除外され（あっせん保留の解除）即レース復帰ができるほか、過去審査対象3期はリセットされ、競走復帰した期は新たに1期目としての審査対象とする（要は、さらに1年半は選手を続けられる）こととなった。ただし『再チャレンジ検定制度』の受検は1回のみとされている。
- 当初は「自身による失格の場合を除く競走中の落車などによる怪我で31日間以上の治療を受けた場合」のみ受検が可能であったが、2025年5月26日に業務規程が改正され、新人選手（登録から2年未満）も対象となったことで、基準タイムをクリアできればストレート代謝を回避できるようになった[141]。
- 養成所にあるJKA250にて、男子は1000mタイムトライアル、女子は500mタイムトライアルをそれぞれ2回計測し、1回でも男子は1分9秒以内、女子は38秒以内をクリアすることが条件。ただし、男女ともにこの規定のタイムは、日本競輪選手養成所でのゴールデンキャップ獲得に近いものであり、容易にクリアできる水準ではない。

過去には「男子B級および女子選手にして競走成績を続けて15回、出走実員数の半ば＜端数を生じた場合は切り上げ＞に達しない着位 となった場合は、登録をまっ消する」という、現在の代謝制度に通ずる『十五連敗制度』（日本自転車振興会登録事務細則・第十二条）があったが、トップ選手であってもB級に陥落したあと怪我から復帰後に15連敗すれば登録消除となったため、のちに現在の『再チャレンジ検定制度』のような救済制度もできた。ただ、特に女子選手の間でクビがかかった選手のために協力して上位の着順に引き上げるという『互助的な八百長』があった模様で、この制度による登録消除となった対象選手の数が減少していき有名無実化していった。そのため、それらの問題を解消すべく1968年10月より新得点制度が導入された。

「250競走」（PIST6）出走資格を持っている選手は、当期で代謝の対象になると見込まれる場合でも当該期末までは「250競走」にも出走できる。ただし、「250競走」に出走できるのはJKAに登録された競輪選手に限られているため、選手登録を消除されると「250競走」の出走資格も併せて失うこととなる。

ちなみに、競輪と同じくJKAが管轄するオートレースにも同様の代謝制度が存在するほか、競艇にも「選手出場あっせん保留基準第8号」（通称「魔の八項」）という成績不良による引退勧告制度がある。

## 選手のクラス分け
男子は、実力に応じて大きくS級・A級の2つのクラスに分けられ、さらにそれぞれの級の中で3班のクラスに分けられる。
S級のSは「スーパースター」の略とされている。
- 養成所卒業者、即ち新人選手はA級3班からのスタートとなり、競走得点によって上位班やS級入りを目指す。
- 選手の所属クラスはレーサーパンツの色によって判別できる。なおラインに入っている星の数は、班にかかわらず7つと決まっている。

S級S班…赤のレーサーパンツ、横のラインは黒。2025年からの新ユニフォームで、SSに限り星入りのデザインが廃止された。
S級1班または2班…黒のレーサーパンツ、横のラインは赤
A級…黒のレーサーパンツ、横のラインは緑（以前は星なしの白の3本線）
B級（現在は廃止）…黒のレーサーパンツ、横のラインは青（以前は星なしの白の2本線）
C級（現在は廃止）…黒のレーサーパンツ、横のラインは星なしの白の1本線
新人リーグに出走する新人選手（現在は廃止。現行の競輪ルーキーシリーズとは異なる）…黒のレーサーパンツ、横のラインは星なしの黄色の2本線
国際競輪に出走する外国人選手…赤のレーサーパンツ、横のラインは虹色
- 期初の時点での定員はA級3班（チャレンジ）を除いて決まっており、S級はS班9名・1班211名・2班450名の計670名、A級は1班と2班がそれぞれ510名ずつとされている。2024年度下期期初では、これらにA級3班499名を加えて（A級全体では1519名）、合計2189名の陣容となる[146]。
- S級とA級の入れ替えは、毎年半年間（1 - 6月、7 - 12月）の競走成績を反映して、S級の下位とA級の上位各200人ずつが自動昇降格される。またS級とA級の班分けは前々期（上期は前年の1 - 6月、下期は前年の7 - 12月）の競走成績を基に決定される。
  - 例えば、2022年下期（7月 - 12月）の競走成績によって2023年下期の級班が決定される。この2022年下期の成績が下位だったS級選手は、2023年下期でのA級降格が決まった中で2023年上期（1月 - 6月）はS級戦を走ることになるが、2023年上期で好成績を収めていれば同年下期をA級出場後の2024年上期でS級復帰できる。
  - 昇級・降級のボーダーラインは全体の成績によって変動するが、一例として2024年下期適用（2023年下期の成績）のボーダーラインの競走得点は、A級からS級への昇級は90.95、A級チャレンジからA級1・2班への昇班は72.07、S級からA級への降級は97.32、A級1・2班からA級チャレンジへの降班は80.28であった[147]。
  - レアケースとして、例えば6月29日が開催初日で7月1日が最終日となる「期またぎ」開催の場合、7月1日時点ではS級に昇格していても同日にA級で補充として出走する、ということもあり得る[148][注 53]。

女子は現状クラス分けがないため全員がL級1班の所属であり、レーサーパンツは全員が黒のレーサーパンツ、横のラインは虹色（左右でカラーリングは異なる）である。

### 競走得点
競輪独特の選手の評価制度として、競走得点によって評価されるということが挙げられる。
それぞれのレースには、着順ごとに得点が設定されている。例えばFI開催・S級5レース制の場合、予選は1着102点、準決勝は1着111点、決勝は118点と設定されており、これらはPIST6を除くすべての競輪競走に設定されている。いずれも、着位が1つ下がるごとに競走得点は2点下がる。同じ級別・開催ごとのレース数においては、どの競輪場においても競走得点の設定は同一である。そのレースグレードで、何着で何点の競走得点が得られるかはkeirin.jp内で閲覧可能。
選手が一定期間内に「ゴール」した全レースにおける獲得競走得点の平均が表示される。なお、ゴールしなかった（欠場・途中棄権・失格）レースは、競走得点の計算に参入せず、出走レース数（分母）にもカウントされない。
出走表などに特に断りなく競走得点と書かれる場合、それは直近4か月の平均競走得点を示しているが、さらに詳しく言うと、現開催の月を含め、遡った3か月前の月初から、現開催の開始前までの得点が記載される。9月の開催であれば、6月1日から前開催までの平均得点である。初日特選のメンバー選出、翌日の勝ち上がりの決定、男子のレースの場合は9車立ての4・6・8番車の決定及び7車立ての6番車の決定、ミッドナイト競輪の場合は全車番の決定に用いられる。3か月前の月初以降未出走だった場合は0.00点として扱われる。
一方、上記のクラス分けには、評価期間中（6か月）の平均競走得点を算出し、それより期間内の失格1回につき3点をその競走得点よりマイナスした評価点においてランク付けがなされる。
特別競輪における選手選出は、それぞれ定められた一定期間の平均競走得点を使用する。
また、下記のいわゆる代謝制度における評価は、今期、前期、前々期までの3期それぞれの平均競走得点をさらに平均して順位を決定する。

### S級特別昇級・A級2班特別昇班制度
A級1班および2班の選手が3開催連続して「完全優勝」を達成した場合は、級班選考期間に関わらず即時にS級2班に特別昇級する。また同様に、A級3班の選手がチャレンジ戦で3開催連続して「完全優勝」を達成した場合も、級班選考期間に関わらず即時にA級2班に特別昇班する。なお、これら特別昇級ないし特別昇班については、略して「特昇」とも呼ぶ。
2008年1月から導入されたA級3班によるチャレンジ戦のシステムとなって以降、デビュー（117期以降は、原則として「競輪ルーキーシリーズ」を経たあとの本格デビュー。早期卒業者は「競輪ルーキーシリーズ」には出場せず即本格デビュー）から無傷の18連勝（6場所連続完全優勝）でS級入りを果たしたのは、深谷知広、寺崎浩平、山口拳矢、吉田有希、上野雅彦、中野慎詞の6名のみである（2024年の125期まで）。このほか、高橋晋也はデビュー2場所目（デビュー場所は1・1・3着）から通算7場所・20連勝で、市田龍生都はデビュー4場所目から通算9場所目・18連勝で、山崎歩夢は単発含めデビュー9場所目から通算14場所目・18連勝で、それぞれS級に特昇している。なお、117期より開始した新人戦「競輪ルーキーシリーズ」においては特別昇班の対象外としており、新人は全員が本格デビュー戦はチャレンジ戦からのスタートである。
ほかにも、毎年6月と12月に、いずれかの開設記念の最終日（4日目）において、A級1・2班の成績上位9名から特別昇級3名、並びにA級3班から特別昇班3名、それぞれの枠を争う単発レース「レインボーカップ」が行われている（A級戦は通常1レース7車立てだが、「レインボーカップ」は9車立てで行われている。いずれも上位3着までの3名がレース翌日付で特昇する）。
さらに、オリンピックおよび世界選手権において、自転車競技トラック種目で3位までに入賞（メダル獲得）した場合も特昇する例外規程が設けられている（ワールドカップ、ネーションズカップは対象外）。ただし、A級選手がオリンピックや世界選手権に代表として派遣されることは（実力面から見て）レアケースであり、2022年の世界選手権男子スクラッチにて銀メダルを獲得した窪木一茂が、この例外規程により2022年10月15日付でS級2班へ特別昇級した初のケースとなった。
S級特別昇級の最高齢記録は、3開催連続の完全優勝・レインボーカップ共に、大竹慎吾が保持している（2022年6月時点）。

#### 特別昇級・特別昇班の特典
特別昇級ないし特別昇班してから3期の間（1年半）は、降級および降班はしないこととなっている（A級3班からA級2班へ特別昇班後に、さらにS級2班への特別昇級は可能）。

### 歴史
競輪選手のクラス分けは、創成期はA級・B級・C級による3層制であったが、C級の不人気もあり間もなくA級・B級の2層制となり、まず2層8班制（A級1 - 4班、B級1 - 4班）となり、のち2層7班制（A級1 - 5班、B級1・2班）へと再編され、その体系が長く続いた。だが、A級が5班あったことで弊害が多く出てきたこと、ファン離れが深刻となったため、競輪プログラム改革構想（通称「KPK」）の実施により、1983年よりS級・A級・B級の3層9班制（S級1 - 3班、A級1 - 4班、B級1・2班）に移行した。ただ、この体系の維持も限界に達したことから、2002年4月よりS級・A級の2層5班制（S級1 - 2班、A級1 - 3班）へと改組された。
2008年前期よりA級3班はA級1・2班から分離され、A級3班のみの中でトーナメントが行われ、レースの組み合わせもA級3班同士で行う「チャレンジ戦」。特別昇級制度も分離され、A級3班においての3場所連続完全優勝はA級2班への特別昇班となっている。したがって現在のA級3班はKPK実施時のB級と同じような位置づけとなり、実質は3層制のトーナメントとなり現在に至っている。
同じく2008年前期より、S級では1班（定員220名）の中で前年のKEIRINグランプリに出走した9名と、それ以外も含めた前年の獲得賞金額上位18名までが、特別に1班の上位格付けとして『S級S班』と格付けされるようになった。のち2012年前期より前年のKEIRINグランプリ出場者9名のみに限定されたが、S班はいわばトップ中のトップであり、このS班の9名に対しては同年全ての特別競輪（GI・GII）の出場権が与えられる（ただしあっせん停止ないしあっせん保留期間中は除く）。
かつては新人選手は最下級であるB級2班格付けからのスタートであったが、KPK実施から76期（1995年デビュー）までは、新人は当初新人のみで構成される「新人リーグ」で半年間競走を行い、その結果に基づき正式デビュー時にA級1班からB級2班に格付けされていた。だが、「新人リーグ」はファンには好評ではなかったことから76期をもって「新人リーグ」は廃止され、77期以降の新人はKPK導入前と同じく、全員最下班であるB級2班（2002年以降はA級3班）格付けでレースデビューする形態となった。
2020年の117期・118期からは、4月下旬から6月にかけて、同期内のみで行うトーナメント「競輪ルーキーシリーズ」が4節実施されており（実質の「新人リーグ」の復活）、これが実戦デビューとなる。ルーキーシリーズのレース結果にも競走得点が設定されているため、その得点を持って7月からのA級チャレンジ戦での"本格デビュー"となる。なお、養成所を早期卒業した選手は、1月のA級チャレンジ戦のデビュー場所では競走得点「0.00」としてデビューする（ナショナルチーム所属の選手が4か月以上空けてレースに出走する場合も競走得点は「0.00」と表示される）。

### S級S班の概要
- 定員 9名（2012年以降）
- 選出基準（選考基準）[164]
  - 適用期間中にKEIRINグランプリに出場する資格を得た選手

（GI優勝者・世界選手権自転車競技大会個人種目優勝者・オリンピック自転車競技個人種目メダリスト・競輪祭終了時点での年間獲得賞金上位者）
- 除外規定 (2017年以降)
  - KEIRINグランプリ選考委員会でGII以上の特別競輪の選抜方法による申し合わせの除外規定で選考除外となったり、審査期間中における「あっせん規制（保留）」など、S班に所属するには不適当とされる選手、また既にS班に所属している選手においても、調整委員会で不適格とみなされた選手も除外対象とし、S班所属選手がそれに抵触した場合及び次年度にS班に残留できなかった選手はS級1班への降格となる。加えて、現在はKEIRINグランプリ選考期間内におけるGI・GIIで失格を3回以上した者や、選考期間内の全レースで11条失格（暴走、過度けん制などの敢闘精神欠如）・58条失格（先頭誘導員早期追抜）を犯した者（ただし内容を精査の上で決定[165]）は当該年のKEIRINグランプリ選考から除外することになっている[166]ため、S班の選出基準としては明文化されていないが、これらの失格を犯した場合も翌年はS班になれないことがある。
- 適用期間 12月27日から次の年の12月26日までの1年間
- 優遇処置
  - 日取り調整会議の状況により既に開催が決まっている期間はあっせん計画を提示。それ以外の開催に希望する場合には「希望あっせん届け」の提出が出来るが、本人の希望に必ずしも添えない場合もある。ただし予め出場を希望したレース以外でも状況によって優先あっせんを行うことがある。
  - GP以外の特別競輪に優先的に出走できる権利が与えられる。
  - GIIIについては適正な出場間隔を考慮して、またあっせん計画の提示に基づく本人の希望を考慮して出走できるレースを調整できるようにするが、当該選手の出身地・所属地の都道府県に関しては必ず出走することが義務付けられる。
- 公共交通費用にかかる特別料金支給
- S級レース（F1以上、GPとGIのうち特別選抜予選がない高松宮記念杯・競輪祭と、ファン投票結果での選出となるオールスター競輪を除く）の開催において特別選抜予選にシード出場が約束される。また、前年のKEIRINグランプリ優勝者は、その翌年のKEIRINグランプリ直前まで、出走するレース全てで1番車（白枠）に固定される。
- S班専用のユニフォーム、赤色のレーサーパンツで出走する[注 59]。

KEIRINグランプリ07から適用された。S班選手はS級S班選出委員会により決定される。当初は「SSカップみのり」・「SSシリーズ風光る」というS班選手を対象としたレースを開催していた関係で定員は18名であり、また「選ばれた後にS班の資格を失くした場合であっても、追加補充は行わないことにする」という規定であった。だが、2009年1月25日に当時S班であった手島慶介が急逝したためS班に1名の欠員が生じてしまい、5月開催の「SSシリーズ風光る」において出場人数が揃わなくなったことから、3月4日に急遽「選出後にS級S班の資格を失効する選手が生じた場合、追加選出を行うことができる」 と規定が改正され、これにより選考時の次点であった岡部芳幸が5月1日付で2009年のS級S班に追加選出された。グランプリ出場の9名を除く9名はグランプリシリーズ初日(12月28日)の第1レース「SSカップみのり」に出走とされた。その後、2011年をもって上記のS班選手を対象としたレースを廃止したため、2012年以降は前年のKEIRINグランプリ出場9名がそのままS班とされている。
S班の定員が9名となった2012年には山口幸二が、12月25日付でS班のまま選手登録消除され引退した（これにより同年もS班に欠員が生じたが、2日後には翌年のS班の適用期間が開始されるため、補充は行われなかった）。
2025年は、まず北井佑季がドーピング違反と認定されたことを受けて、同年2月28日付でS班を剝奪され1班降格の処分とされた。「S班に所属するには不適当」と判断されS班が剝奪された初の事象となった。これによりS班に1名欠員が生じたことから、KEIRINグランプリ2024にて補欠・次点であった犬伏湧也が同年4月1日付でS班に追加選出された。続いて、同じくS班であった平原康多が5月30日付で登録消除されたことに伴い再度S班に1名欠員が生じたため、松浦悠士が同年7月1日付でS班に追加選出された。

## 1000勝達成選手
1000勝到達順に列挙
- 松本勝明（1965年12月13日・後楽園競輪場、通算1341勝）
- 石田雄彦（1972年5月7日・四日市競輪場、通算1160勝）
- 古田泰久（1973年4月8日・高知競輪場、通算1188勝）
- 吉田実（1973年8月24日・甲子園競輪場、通算1232勝）
- 中井光雄（1985年10月29日・甲子園競輪場、通算1016勝）
- 丹村喜一（1987年4月7日・別府競輪場、通算1014勝）

上記の選手は全て日本競輪選手養成所（以下、養成所。設立当初は「日本サイクリストセンター」、のち「日本競輪学校」を経て現名称に）が創設される前に選手となった、いわゆる『期前選手』であり、1日で2走することもあった時代にデビューしたことも関係している。1日1走のみ、またS級が創設され2層6班制（ただしS級創設時は3層9班制）となった現状では、1000勝到達はまず不可能となっている。
養成所卒業生で最多勝は加藤晶（5期）の989勝、S級創設（1983年4月）以降にデビューした選手で最多勝は神山雄一郎（61期）の909勝。また、2024年12月31日時点における現役選手で最多勝利数は小嶋敬二（74期）で、同日時点で841勝。
なお、ガールズケイリンにおいては、複数名の選手がデビューから10年以内に500勝を達成していることから、将来的に1000勝達成選手が誕生する可能性がある。

## 競技で活躍した競輪選手
競輪選手も自転車競技選手という側面を持つことから、短距離・中距離問わず各種の自転車競技に参加している選手が多く見られている。
元々はプロである競輪選手の自転車競技における頂点は世界選手権自転車競技大会であったが、1996年アトランタオリンピックより自転車競技がプロアマオープンとなってからは、競輪選手もオリンピックに出場し活躍するようになった。ただ、競輪選手であっても世界選手権などでは好成績を残せていないことから、現在では男女とも競輪選手を中心にJCFから「強化指定選手」として指定された選手はナショナルチームに加入し、通常は競輪よりも世界選手権やオリンピックでのメダル獲得を念頭に自転車競技を優先して活躍するケースも見られるようになっている。なお、自転車競技を優先させている選手においては、本業の競輪に関しては『公休』扱いとするなど特別な配慮がなされており、GIなど特別レースにおいても出走回数不足を理由に選考除外されることはない。
以下全て、名前の後ろに*印の付いた選手は女子選手である。

### 世界選手権自転車競技大会で優勝した競輪選手
- 中野浩一 - 1977年から1986年までスプリント種目10連覇
- 俵信之 - 1987年スプリント種目優勝
- 本田晴美 - 1987年ケイリン種目優勝

### オリンピック自転車競技に出場経験がある競輪選手
- 加藤忠、近成保 - 1952年ヘルシンキオリンピック
- 大宮政志、久保村寛、高貫亘弘、斎藤勝也 - 1960年ローマオリンピック
- 大宮政志、河内剛、班目秀雄、佐藤勝彦、山藤浩三、加藤武久、伊藤富士夫、高橋耕作、手嶋敏光 - 1964年東京オリンピック
- 井上三次 - 1968年メキシコシティーオリンピック
- 松田隆文、沼田弥一 - 1972年ミュンヘンオリンピック
- 町島洋一、小笠原嘉、小笠原義明、岡堀勉 - 1976年モントリオールオリンピック
- 坂本勉、中武克雄、佐藤仁 - 1984年ロサンゼルスオリンピック
  - 坂本勉はスプリントで銅メダル獲得。
- 豊岡弘、三和英樹、我妻広一、佐々木一昭 - 1988年ソウルオリンピック
- 小嶋敬二 - 1992年バルセロナオリンピック

以上は競輪選手として選手登録される前にアマチュア選手として出場したものである。
- 神山雄一郎、十文字貴信 - 1996年アトランタオリンピック
  - 十文字貴信は1000mタイムトライアルで銅メダル獲得（競輪選手としては初）。
- 神山雄一郎、稲村成浩、太田真一、長塚智広 - 2000年シドニーオリンピック
- 伏見俊昭、長塚智広、井上昌己 - 2004年アテネオリンピック
  - 全員日本代表チームとしてチームスプリント種目で銀メダル獲得
- 伏見俊昭、長塚智広、永井清史、渡邉一成、北津留翼 - 2008年北京オリンピック
  - 永井清史はケイリン種目で銅メダル獲得
- 中川誠一郎、新田祐大、渡邉一成 - 2012年ロンドンオリンピック
- 中川誠一郎、渡邉一成、脇本雄太、窪木一茂（当時はプロサイクリスト） - 2016年リオデジャネイロオリンピック
- 新田祐大、脇本雄太、橋本英也、小林優香* - 2020年東京オリンピック
- 中野慎詞、太田海也、小原佑太、窪木一茂、橋本英也、佐藤水菜*、太田りゆ*、内野艶和* - 2024年パリオリンピック

### その他のオリンピック競技に出場経験がある競輪選手
高校・大学時代から他の競技で活躍した選手が競輪選手に転向する例も多いが、中には他競技でのオリンピック出場者が後に競輪選手へ転向した例もある。特に、日本競輪選手養成所入所試験における受験資格の中で年齢制限（上限）が撤廃された93期以降で転向する者が増えている。
- 市村和昭（48期） - 1980年レークプラシッドオリンピック　スピードスケート
- 三谷幸宏（67期） - 1988年カルガリーオリンピック　スピードスケート
- 植松仁（86期） - 1998年長野オリンピック　スピードスケートショートトラック500m＜銅メダル＞
- 武田豊樹（88期） - 2002年ソルトレイクシティオリンピック　スピードスケート500m
- 牛山貴広（92期） - 2006年トリノオリンピック　スピードスケート
- 西谷岳文（93期） - 1998年長野オリンピック　スピードスケートショートトラック500m＜金メダル＞
- 羽石国臣（93期） - 2002年ソルトレイクシティオリンピック　スピードスケート500m
- 今井裕介（93期） - 1998年長野オリンピック　スピードスケート／2002年ソルトレイクシティオリンピック　スピードスケート／2006年トリノオリンピック　スピードスケート
- 吉澤賢（94期） - 2004年アテネオリンピック　陸上競技400mハードル
- 今村俊雄 （99期）- 2004年アテネオリンピック　重量挙げ62kg級
- 小原唯志（101期） - 2010年バンクーバーオリンピック　スピードスケート1000m
- 吉澤純平（101期） - 2010年バンクーバーオリンピック　スピードスケートショートトラック500m、1500m
- 渡邊ゆかり*（102期） - 2002年ソルトレイクシティオリンピック　スピードスケート500m／2006年トリノオリンピック　スピードスケート500m
- 岡村育子*（102期） - 2008年北京オリンピック　ホッケー
- 杉森輝大（103期） - 2006年トリノオリンピック　スピードスケート1500m、チームパシュート／2010年バンクーバーオリンピック　スピードスケート1000m、1500m、チームパシュート
- 原大智（117期） - 2018年平昌オリンピック モーグル＜銅メダル＞／2022年北京オリンピック モーグル

### パラリンピックで活躍した選手
- 石井雅史 （72期） - 2008年北京パラリンピック自転車競技で金・銀・銅の全ての種類のメダルを獲得。2012年ロンドンパラリンピック、2016年リオデジャネイロパラリンピックにも出場。1993年8月から2004年4月まで競輪選手。
- 田中まい* （104期） - 2016年リオデジャネイロパラリンピック自転車競技、女子タンデムスプリントにおけるパイロットとして出場。銀メダルを獲得。
- 三浦生誠 （127期） - 2024年パリパラリンピック自転車競技、男子タンデムにおけるパイロットとして養成所在所中に出場[176]。

## 政治家
引退後ないし、選手活動を継続しながら政治家となった競輪選手もいる。
- 西田勇（期前） - 大阪府矢田村（現在の大阪市東住吉区の一部）村議（1954年〜1955年[注 61]）[177]
- 岡島正之（期前） - 千葉県県議（4期、1971年〜1986年）、衆議院議員（4期、1986年〜2000年）
- 鈴木浩之（37期） - 岐阜県北方町町議（4期、2007年〜 ）★
- 星野嘉寛（49期） - 三重県朝日町町議（2期、2011年〜2019年）
- 堀田伸一（55期） - 愛知県豊橋市市議（5期、2007年〜2024年）
- 池尻浩一（63期） - 福岡県広川町町議（3期、2011年〜 ）★
- 黒子英明（66期） - 栃木県宇都宮市市議（2期、2015年〜 ）★
- 米崎賢治（67期） - 徳島県小松島市市議（4期、2013年〜）★
- 馬渕紀明（68期） - 愛知県愛西市市議（2期、2018年〜 ）★
- 関戸努（82期）- 宮城県仙台市市議（1期、2023年〜 ）[178][179] ★
- 遠藤貴人（88期） - 福島県鮫川村村議（3期、2015年〜 ）★
- 牛山貴広（92期） - 長野県原村村長（1期、2023年〜 ）[180][181][178] ★
- 屋良朝春（94期） - 沖縄県北中城村村議（1期、2022年〜 ）[182] ★

「★」は現職（2025年4月現在）

## 選手寿命
競輪選手は、数あるプロスポーツの中で、選手寿命が長い部類に入る。
過去には68歳の選手がレースに出走したこともあるなど、60歳を超えても現役を続けた選手は過去に何人も存在している（2024年12月時点の現役60代選手は9名）。また、50歳代の選手はそれほど珍しいものではなく、2024年上期（1月 - 6月）では、山口富生、室井健一、内藤宣彦、志智俊夫、武田豊樹、島田竜二、香川雄介、新田康仁の8名が50歳代ながら最上位のS級1班格付けとなっている。過去には、2004年に当時45歳であった松本整がGIレースである高松宮記念杯競輪を優勝し話題となった。ほかにも、松谷秀幸は前職のプロ野球選手としてのキャリアは僅か6年に留まり一軍の試合には出場することなく現役を終えたが、のち2009年に競輪選手としてデビューしてからは既に15年が経過しているだけでなく40歳代となってもS級1班格付けであるなど、セカンドキャリアである競輪選手としての期間の方が長くなっている。
親子ともに現役競輪選手という例は多数あるほか、竹内久人とその長男の竹内公亮、1984年のロス五輪銅メダリストの坂本勉とその長男の坂本貴史、小川圭二とその長男の小川丈太・次男の小川三士郎、室井健一とその長男の室井蓮太朗、GI5タイトル制覇の山崎芳仁とその長男の山崎歩夢は、親子で同時にS級に在籍したことがある。ガールズケイリンでも、父親が現役競輪選手という例が複数あるほか、高松美代子が54歳11か月まで、門脇真由美が50歳9か月までそれぞれ現役を続けた。
このように、競輪選手の寿命が長い要因として、競輪競技の特性が上げられる。競輪競技は自転車というツールを用いて行うため、他の競技と違って骨（つま先・踵）や関節（足首・膝）へ負担がかかりにくい競技と言われる。陸上競技を始め、野球、サッカー、相撲等の選手は自らの足を使ってハードに動き回るため、長年の酷使によって（また地面・アスファルトからの衝撃によって）筋肉より先に骨や関節を痛めてしまう場合が多く、30歳代半ばで足首や膝、股関節、肩、肘、腰に限界が来てしまいやすい反面、競輪選手の場合、自転車というツールが体への負担をサポートしてくれるため、落車等で怪我をしない限り体への負担は軽いことが挙げられる。
さらに、他のプロスポーツでは致命的なハンデとなる加齢による（個人差もあるが多くは30歳代半ばを境に急激に訪れる）ハイパワーでの持久力の低下についても、競輪選手は追い込み戦法と呼ばれる戦術をとることで致命的なハンデとはならない状況を生み出せる、といった競輪競技ならではの特殊性があり、これも選手寿命を長くしている要因である。これはラインを組んでいる選手を自分の前に走らせ、最後の直線まで先頭選手を自分の風除けとすることで、持久力の消費を極端に少なくする戦法である（スリップストリーム現象により後方選手は風圧を受ける先頭選手の半分以下の消耗度で走れることにより、最終局面でハイパワーを維持できる距離が単純計算で2倍以上となる）。したがって、たいていの選手は加齢による持久力低下とともに、レース戦術を追い込み戦法に変えていくことになる。
ただ一方で、競輪選手（に限らず自転車競技選手全般に言える）は自転車に乗る姿勢から腰や内臓（特に腹部）には負担がかかりやすく、慢性的に腰痛やヘルニアに悩まされている選手は多い。過去には、アトランタ五輪で銅メダルを獲得した十文字貴信は、晩年は酷い腰痛に悩まされた上に落車して大怪我を負った影響から1年以上にわたる長期欠場を余儀なくされ、最終的にレースに復帰することなく引退したほか、上述の通り平原康多は怪我とヘルニアの影響でS班在籍中ながら引退手続きを取った。また、腰痛やヘルニア以外にも、膝痛に悩まされている選手も見られる。
他にも、一日の間で自転車に乗っている時間が長いため、特に女子選手で「股ズレ」に悩まされている選手が多く、沖美穂が大学院在学中に修士論文を纏める際に女子選手100人を対象にアンケートを実施したところ、8割が股ズレの悩みを抱えており、更に全体の半数が再発を重ねるなど深刻な実態が浮かび上がった。
2025年7月時点における現役選手で、最年長かつ（日本競輪学校時代を含む）養成所最年長期選手は、1962年5月23日生まれの佐々木浩三（50期・佐賀）。

## 主な記録
- 格付最高齢記録
  - S級S班 48歳 - 神山雄一郎（61期・1968年4月7日生、2016年格付）
  - S級1班 55歳5か月 - 山口富生（62期、2025年上期格付以降）　※次点は神山雄一郎（55歳2か月、2023年上期まで）
  - S級2班 58歳 - 萩原操（51期・1963年7月29日生、2022年5月16日まで）[188]
- 最高齢出走記録
  - 68歳 - 湯浅昭一（期前、1996年12月10日選手登録消除）
  - 66歳 - 黄金井光良（期前、2000年3月5日大宮競輪場第1R出走、3月28日選手登録消除）
  - 66歳 - 萩原三郎（期前、1989年12月15日選手登録消除）
  - 66歳 - 金子唯夫（期前、1993年4月22日選手登録消除）
- 最高齢優勝記録
  - GP 43歳5か月1日 - 山口幸二（62期、KEIRINグランプリ2011）
  - GI（特別） 45歳 - 松本整（45期、第55回高松宮記念杯競輪）
  - GII（準特別） 47歳 - 神山雄一郎（61期、第31回共同通信社杯競輪）
  - GII（ヤンググランプリ） 37歳 - 猪俣康一（99期・1976年5月11日生）
  - GIII（主に開設記念） 47歳 - 神山雄一郎（61期、2016年3月1日の静岡競輪場）
  - FI（S級） 53歳11か月5日 - 内藤宣彦（67期・1971年3月2日生、2025年2月7日の岐阜競輪場）[189]
  - FIないしFII
    - A級1・2班 56歳10か月11日 - 萩原操（51期、2020年6月9日の四日市競輪場）[190][191]
    - チャレンジ（A級3班） 58歳4か月22日 - 井狩吉雄[191]（35期、2009年10月6日の奈良競輪場）
- 最高齢勝利記録
  - 64歳2か月 - 三ツ井勉（45期、2019年12月29日の松戸競輪場）[192][193][194][195][196]
- 最高齢特別昇級
  - 52歳 - 大竹慎吾（55期、2018年6月5日の函館競輪場）[197]※3着以内特別昇級
  - 49歳 - 大竹慎吾（55期、2014年9月26日の富山競輪場）※3場所連続完全優勝

- 格付最年少記録
  - GP 22歳 - 吉岡稔真 （65期、KEIRINグランプリ'92）
  - GI（現存する特別） 20歳 - 伊藤繁 （21期、第13回オールスター競輪）
  - 現存しない特別 17歳 - 森永宏造（1期、第2回全国都道府県選抜競輪・3000m競走）
  - GII（準特別） - 25歳4か月 - 清水裕友 （105期、第5回ウィナーズカップ）
  - GII（ヤンググランプリ） 20歳 - 深谷知広（96期）

- 競走得点過去最高記録
  - GI読売新聞社杯全日本選抜競輪(2009年) -　伏見俊昭 131.14

その他の主な記録はこちら（137 - 140頁）（競輪年間記録集。2023年12月31日時点）を、ガールズケイリンの記録はこちら参照のこと。

## 選手会
競輪選手の労働組合または職能団体にあたる組織として、日本競輪選手会がある。
昭和期には日本競輪選手会に反発した一部の選手らで結成された『全国競輪選手会』があった（1972年に日本競輪選手会と合併）ほか、平成期にも一部のトップ選手らで設立した『SS11』が2013年12月に日本競輪選手会から脱退し新たな選手会組織として機能させることを表明していたが後に撤回している。

## 女性の競輪選手
昭和の時代には1949年から1964年まで「女子競輪」が開催されており、女性の競輪選手も多数存在した。
女子競輪は人気薄などの事情から廃止されたが、のち平成に入り、2012年（平成24年）から女子競輪が「ガールズケイリン」として復活し、女性の競輪選手も48年ぶりに復活した。
また、2014年4月の田口守と三輪梓乃を始めとして、これまで数多くの競輪選手同士での結婚も見られているほか、ガールズケイリン選手の中には産休・出産後にレースに復帰し活躍を続けている選手もいる。

## 開催指導員
選手の中には開催指導員という肩書を持つ者もいる。これは主にベテランの選手の中から競輪場毎に1名ずつ選ばれるもので、当該競輪場の本場開催の際に必ず競輪場に詰め、毎レースの様子を確認すると共に、審判の判定に不服を持つ選手への説明を行うなど、選手と主催者の間の仲介役を務める。そのため、競輪場には必ず指導員の控室が設けられており、選手への説明用に審判カメラの映像を見るためのモニター等が設置されている。代わりに、開催指導員となった選手は原則として当該競輪場での開催に出走することはない。ただし、当該競輪場とは別の施行者の主催による借り上げ開催の場合（ミッドナイト競輪でよく見られる）は、その借り上げた施行者の競輪場を担当する開催指導員の選手が開催指導員を務めるため、例外的に出走することもある。誘導員資格を持っていても開催指導員となっている場合は同様にその競輪場で先頭誘導員をすることはないが、やはり借り上げ開催の場合は例外的に先頭誘導員を務めることもある。
開催指導員は現役選手に限らず、現役を引退した元選手が務めることもある。

## 安全装備
競輪では、2輪の自転車を使用している手前、レース中の選手・自転車同士の接触や、雨天時の濡れた路面でのスリップなどにより落車が発生することが少なくなく、その結果選手生命を縮めるほどの大きな怪我を負うことや、最悪の場合死亡する（殉職）例もある。
- 2025年6月末時点で、レース中の事故で死亡した例は、2012年7月7日の小田原FII初日第9レースにおける坂本照雄が最後[204]。なお、ガールズケイリン（女子）では2012年の開始以来レース中の死亡事故は発生していないが、昭和期の女子競輪においては死亡事故が複数発生している。

しかし、選手の安全装備についてはヘルメットの装着が義務化されている程度で、その他のプロテクター等については選手が任意に装着するものとされている。ただし、安全のためヘルメットやシューズなどについては最長使用期間が定められており、長期にわたって同じものを使い続けることはできない（ヘルメットは2年間。ただし、その間に落車があればその時点でヘルメットは新品に交換しなければならない）。
競輪で使用できるヘルメットは、他の自転車部品同様にNJS規格に適合したものとされており、2020年現在は主にアライヘルメットとDICプラスチック（DICの子会社）の2社が供給している。
プロテクターは基本的に上半身（ユニフォームの下）に装着するが、特に規格化はされておらず、選手によってはオートバイ用のものを改造したり、複数のプロテクターを合体させたりしている者もいる。ただ自力型の選手は、プロテクターの重量増を嫌ってあまり装着しないため、使用するのは主にマーク屋の選手だという。なお下半身については、落車時に衣服が車輪に巻き込まれて起こる事故を防止する観点の競走実施規則上レーサーパンツ（下着は着用可）・短靴・靴下もしくはシューズカバー以外の着用が認められていないため（レース前のいわゆる「脚見せ」では、冬季はロングパンツを穿いて走行する選手もいる）、プロテクター類の装着は事実上困難である。

## その他・特徴
- 過去には競輪選手自身が自転車競技法違反の容疑で検挙された事例もあったが、平成に入ってからは発生していない。なお、競輪選手は自転車競技法により競輪の車券の購入が禁じられているが、その他の公営競技である競馬の馬券、競艇の舟券、オートレースの車券を購入することや、引退（選手登録消除）後に競輪の車券を購入することについては問題はない[注 66]。
- 競輪が創設された当初は爆発的な競輪人気を受けて全国各地に競輪場が新設されたものの、その分選手の絶対数が不足しており、本人が自転車振興会連合会（当時）を直接訪ねて申し出れば即座に選手登録ができ即プロの競輪選手になれるというような状況にあった[210]。アマチュアでの自転車競技の経験者が多かったが全く未経験の者もおり、玉石混淆の状態であった。そのため選手個々の能力差も大きく、中には適性を欠く者や不正行為を働く者も見られ、それが各地で発生した騒乱事件の原因ともなり、一時は全国的な開催自粛や賭式についても6枠制から4枠制への変更を余儀なくされる状況に追い込まれた。また過去には覚醒剤（ヒロポン）などの違法薬物に手を出し、薬物中毒死した選手も存在する[211]。この事は社会的な問題ともなったため、1950年に日本サイクリストセンター（のち、日本競輪学校。現、日本競輪選手養成所）を設立、同年9月より適性審査や選手資格の検査基準を導入した結果、資質に問題のある選手は淘汰されていった。
- 昭和30年前後に、進駐軍のアメリカ人伍長が、休暇中に競輪に参加した記録がある。
- 競輪選手になる前は、大半の者が高校生または大学生で、社会人であっても多くは20代半ばまでの青年であるが、学生スポーツや実業団などでアマチュアで自転車競技を経験している者、トレーニングの一環として自転車競技と同様の練習を行っていた者が多い。ただ、全く異分野のアマチュアスポーツ・プロスポーツからの転向を志す者も見られるほか、自転車競技の経験を全く持たずに競輪選手を志す者も少なからずおり、代表的なところではプロ野球選手やプロサッカー選手を経験した後に競輪選手へ転向した者がいる[212][注 67][注 68]。他にも、学生野球・陸上競技・ラグビー・大相撲・オートバイモトクロスの経験者などが競輪選手となった例がある。変わった例としては、一般企業の会社員であった素人時代に参加した競輪場でのイベント「素人脚自慢大会」で優勝を果たしたことを機に競輪選手を志して実際に選手になった阿部康雄[注 69] や、競艇選手から競輪選手になった神開一輝[注 70]、競技スポーツ歴は一切なかったが芸能活動で競輪のイベントに携わるうちに競輪選手を志すようになり実際に選手になった元グラビアアイドルの日野未来[注 71]などがある。
- 競輪選手は成績不良で強制的に引退させられる以外にも、年1回必ず課される身体検査に合格しなければ、同様に登録を消除され強制的に引退させられる。検査項目は様々だが、村本大輔のように事故で小指を切断したことで十指揃わなくなり、引退を余儀なくされた例もある。ただ、疾病や負傷、妊娠など配慮すべき要因があり認められた場合は『あっせん保留』となり、身体検査は最長3年まで延期することができるが、それ以上の延長は認められていないため、選手会役員で公務など特別な事情がない限り、3年間一度も出走しなかった場合は競輪選手としての登録を消除され強制的に引退させられる[216]。ただし、女子選手に限り最長3期（1年半）の産休制度が設けられており、猪頭香緒里や寺崎舞織、遥山夕貴らのように妊娠・出産・育児のため産休制度を活用して3年を超えて欠場した例もある。
- 疾病や怪我、さらに女子選手の場合は妊娠などで6か月以上欠場を続けた場合は復帰試験（正しくは「走行能力調査」。スタンディングスタートによる1000m独走によるタイム計測）を受けなければならず、これに合格しなければレースに復帰できないことになっている（ただし合格タイムは非公表）[217][218]。加えて、欠場期間が2年以上に及んだ選手に対しては、上記の「走行能力調査」に加えて「200mFTT（フライングタイムトライアル。助走ありでのスタートで計測）」による計測も実施され、これにも合格する必要がある（この200mFTTの基準タイムは、男子は12.8秒、女子は14.0秒と公表されている）[218]。
- 実績を重ねた選手に対しては、JKAからの表彰制度もある。規程により、男子では選手登録日から10年以内に通算300勝[219]を、また達成時の年数は問わず通算500勝[220]ないし通算700勝[221]をそれぞれ達成した場合、女子では選手登録日から7年以内に通算300勝[222]を、また達成時の年数は問わず通算500勝ないし通算700勝をそれぞれ達成した場合、後日地元地区の競輪場（原則はホームバンク）にてファンの前で表彰式が執り行われる[223][224]。
- 競輪は開始から70年以上が経過しているため、女子選手も含めて父子二代で競輪選手という例は多数あるほか、『山口啓（7期、引退）、＜子＞山口幸二（62期、引退）・山口富生（68期）、＜孫＞山口聖矢（115期）・山口拳矢（117期）』など直系三代で競輪選手になったという例も少なからず見受けられる。特に、『川口八百一（期前、引退）、＜子＞川口武雄（8期、引退）、＜孫＞川口浩貴（48期、引退）・川口秀人（57期）、＜曾孫＞川口雄太（111期）』は直系四代で競輪選手になったという唯一の例（2020年時点[225]）である。ガールズケイリンは2012年開始で日が浅いため母と子が競輪選手という例はまだないが、福田礼佳は直系三代で競輪選手であるだけでなく、祖母も昭和期の元女子競輪選手であり、祖母と孫娘が競輪選手という唯一の例である。また、髙木萌那は、父親が現役の髙木和仁（76期）であるほか、母方の祖父（工藤元司郎。16期、引退）と曾祖父（工藤勝美。期前、引退）もともに元競輪選手であり、直系ではないが女子選手では初めて四代で競輪選手となった[226]。
- 2012年よりガールズケイリンが開始され、女子選手が増加していっている中で、一部の女子選手の中には男子選手からセクハラ被害を受けたと訴えるケースも出てきており[227][228]、中には男子選手との間で訴訟沙汰に発展したケースもある[229][230][231][232]。